# Villapourçon
Villapourçon ist eine französische Gemeinde mit 411 Einwohnern (Stand: 1. Januar 2022) im  Département Nièvre in der Region Bourgogne-Franche-Comté. Sie gehört zum Arrondissement Château-Chinon (Ville) und zum Kanton Luzy. Die Einwohner werden Villapourçonnais genannt.

## Geographie
Villapourçon liegt etwa 63 Kilometer ostsüdöstlich von Nevers im Morvan. Umgeben wird Villapourçon von den Nachbargemeinden Saint-Léger-de-Fougeret im Norden und Nordwesten, Fâchin im Norden und Nordosten, Glux-en-Glenne im Osten, Larochemillay im Süden und Südosten, Chiddes im Süden und Südwesten, Sémelay im Südwesten, Saint-Honoré-les-Bains im Westen und Südwesten, Préporché im Westen sowie Onlay im Nordwesten.

## Bevölkerungsentwicklung
| Jahr                       | 1962 | 1968 | 1975 | 1982 | 1990 | 1999 | 2006 | 2011 | 2016 |
| -------------------------- | ---- | ---- | ---- | ---- | ---- | ---- | ---- | ---- | ---- |
| Einwohner                  | 1068 | 956  | 764  | 646  | 573  | 537  | 457  | 454  | 418  |
| Quellen: Cassini und INSEE |      |      |      |      |      |      |      |      |      |

## Sehenswürdigkeiten
- Kirche Saint-Symphorien